# カリビアンビーチ

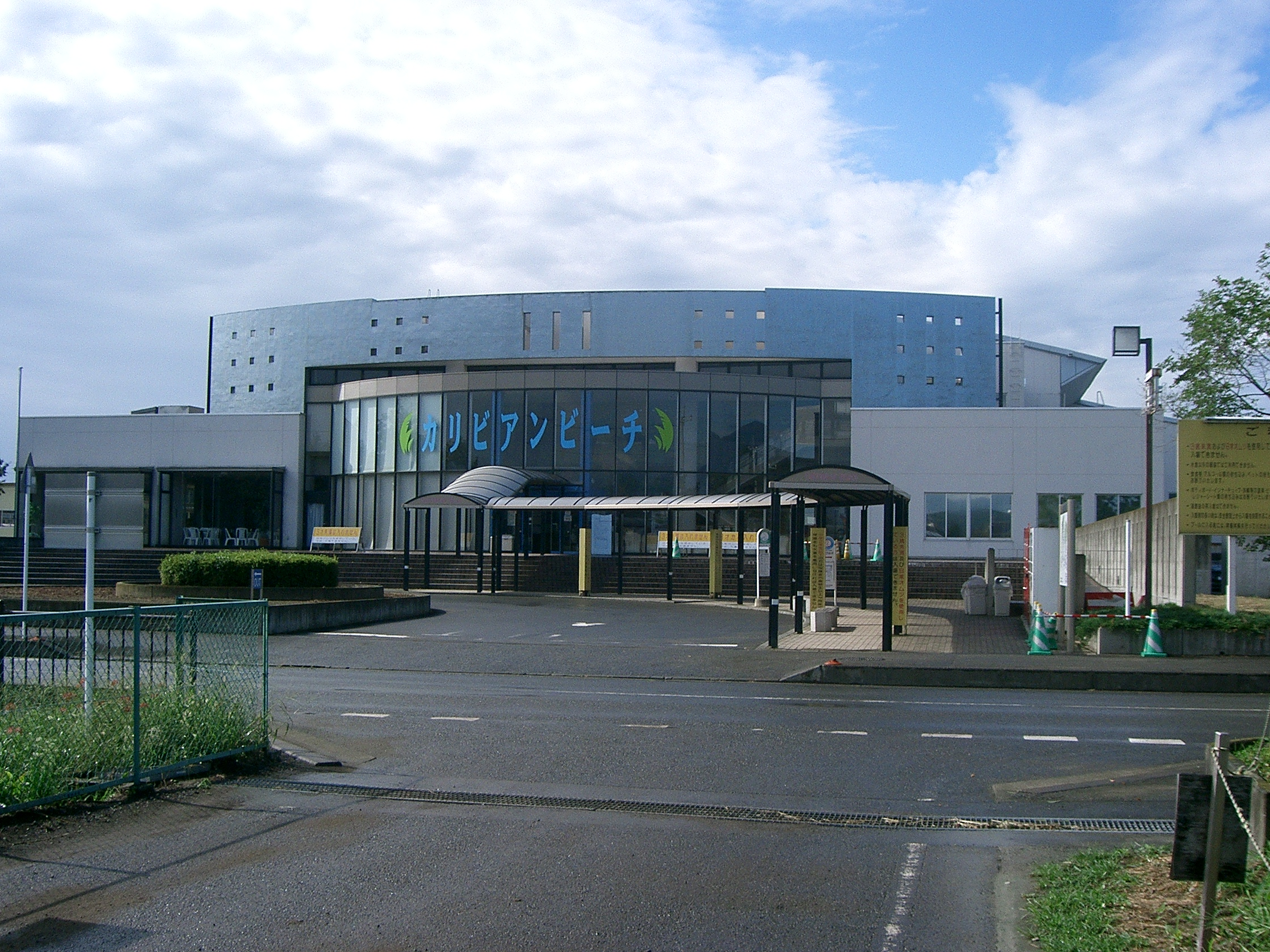
カリビアンビーチ 正面外観

桐生市新里温水プール（きりゅうしにいさとおんすいプール）、愛称「カリビアンビーチ」（英：Caribbean Beach）は、日本群馬県桐生市新里町野にある屋内温水プールを中心とした市営のウォーターパークである。総面積15.3ヘクタールで屋内プールとしては関東地方最大級である。旧称「桐生広域温水プール」。

## 概説

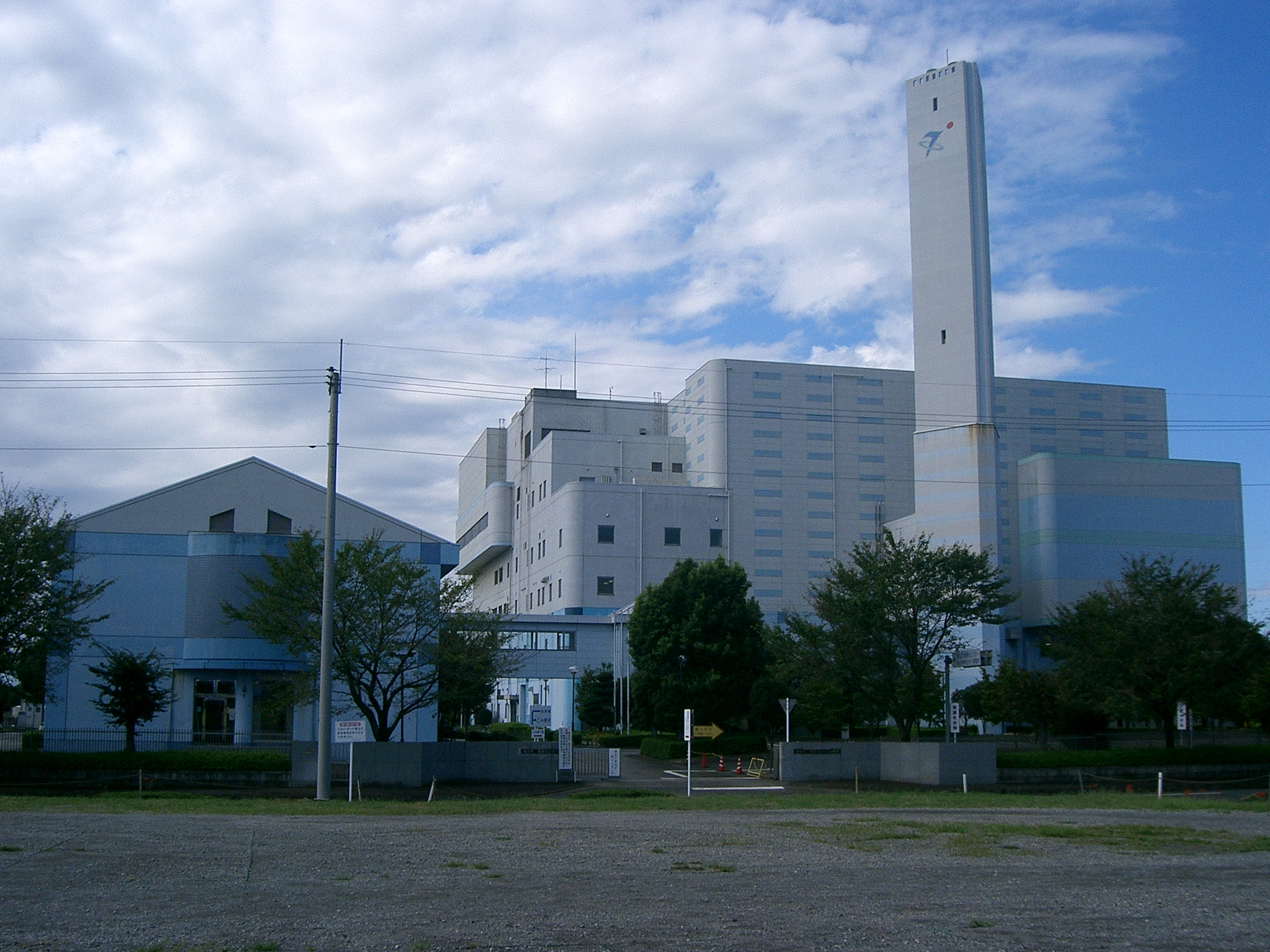
桐生市清掃センターの排熱を利用

1998年4月開業当時は「桐生市外六か町村広域市町村圏振興整備組合」が経営していたが、2006年3月同組合解散に伴い、桐生市が継承したものである。設計は藤村設計。隣にあるごみ処理場「桐生市清掃センター」から発生する熱を利用しているため、同センターの点検等によりボイラー停止の2月を除き約1年間ほぼ無休にて利用できる。指定管理者は株式会社桐生スイミングスクール。
海浜や浅瀬を模した波のプールや流れるプール、ウォータースライダーなどがあり、愛称は「カリブ海の浜」を意味し、施設内はカリブ海をモチーフとした装飾がなされているなど遊戯色が強いレジャーランドとなっており、標準的な市営プールの枠を超越している。通年営業で大規模な全天候型ウォーターパーク自体が少ないこともあり、県外からの利用も多い。
イベントスペースも用意されており、ダンスショーなどが時折開催される。

## 施設
波のプール、流れるプール、25mプール、ウォータースライダー、サウナ、レストランなど完備されており、売店もある。また、盗難紛失防止のため受付にてバーコード式のバンドが渡され、施設内の自動販売機やレンタル・レストランなどの会計はすべてバーコード管理され、出場のときに精算する。3歳未満及びオムツの取れていない幼児は入場不可。小学2年生以下は保護者同伴が条件。ビデオカメラの持ち込みはできない。
なお、ボディボード、浮き輪やビーチボールなどの外部からの持ち込みは禁止になっており、有料で貸し出している。特にウォータースライダーは、専用の浮き輪を借りないと利用できないものがある。波のプールは大波の出る時間があり、大波のときのみ年齢制限や身長制限によって入れない場合がある。20時以降はボディボードをする人以外は入れない。
利用者（水着着用）専用のレストランはカレーライス・チャーハン・カツ丼・ラーメン・焼きそば・うどん・ミートソーススパゲッティなど日本でよく見られるメニューとなっており（270 - 1100円）、カリブ料理や当施設独特のメニューは用意されていない。また、ケンタッキー州発祥のアイスクリーム「ディッピンドッツ」を取り扱う。同アイスは群馬県では高崎市を除いて行楽・観光施設でしか取り扱っていない。

### 各種プール
- ロデオマウンテン
- ウォータースライダー
- ダンズリバープール
- 2階
  - カリビアンビーチ（浅瀬）
  - 波のプール
  - 競泳用25mプール
  - 超音波プール
  - ワールプール
- 1階
  - ながれるプール
  - 子どもプール
  - 子どもバブルプール

## 入場料金
- 大人（16歳以上）
  - 平日：510円
  - 土休日･ハイシーズン：820円
- 小・中学生
  - 平日：300円
  - 土休日･ハイシーズン：500円
- 幼児
  - 100円
- 「会員」（定期料金）
  - 大人：25710円（年間）
  - 小・中学生：15000円（年間）
- 回数券：5000円

※ハイシーズン期間は7月21日から8月31日まで。

### 団体料金・割引
15名以上の団体もしくは各種割引サービス（優待）利用で150円引き（大人土休日･ハイシーズンの場合）となる。
- 会員優待サービス
  - 日本自動車連盟[4]
  - みんなの優待（ベネフィットステーション）
  - デイリーPlus
  - 駅探バリューDays

この他、障害者割引がある。

### 無料開放など
群馬県民の日は誰でも入場無料となる。
太田市では中学生以下の市内在住者を対象に無料の利用券を配布している。

### 遊具レンタル等
前述の通り、外部からの持ち込みが禁止されているボディボード、浮き輪やビーチボールの貸出（レンタル）は有料である（大人の場合1日210 - 520円）。
また、受付前では水着の販売があり、多数のレジャー用水着を揃えている。

## 沿革
- 1998年4月 - 開業
- 2006年4月 - 組合営から市営に移行
- 2018年4月1日 - いせさきしコミュニティバス有料化
- 2019年 - 入館者450万人を突破したことを記念して10月11日 - 10月15日に入場料半額を実施
- 2023年10月10日 - 2024年2月29日（予定） - 流れるプール改修工事及び定期整備のため長期休館

## アクセス

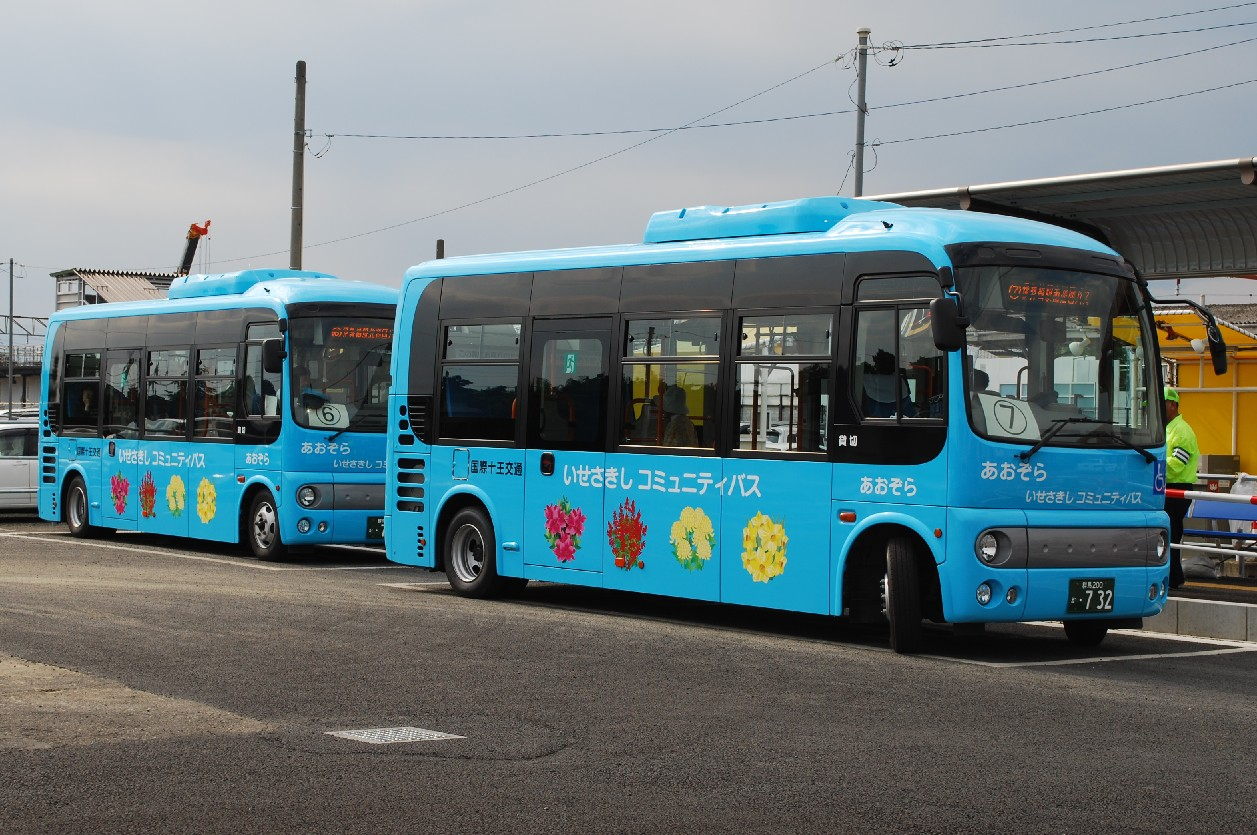
あおぞらは通常小型車での運行であるが、カリビアンビーチの利用が多い夏季には中型車での運行もある。

### 列車・バス等
最寄駅新里駅からの路線バスはなく、伊勢崎駅からの路線バスがある。伊勢崎駅方面のバスは2018年3月まで運賃無料であり、当施設利用客の足としてよく利用されてきた。
- 伊勢崎駅（JR両毛線・東武伊勢崎線）北口より
  - いせさきしコミュニティバス「あおぞら」赤堀シャトルバスで約25分、終点「カリビアンビーチ」停留所下車[6]。
  - 伊勢崎までは高崎、太田から約30分、足利から約40分。
- 新里駅（上毛線）[7]より
  - 南へ2.6km（徒歩約35分）
  - 新里町デマンドタクシー「えがお号」（最短経路5分） - 運行時間8時30分から18時まで。30分前までに予約必要[8]。
  - 新里までは西桐生から約20分、中央前橋から約30分。

## 放送
- JOYのASOBU-TV JOYnt!（群馬テレビ、2011年、ご当地アイドル水泳大会、出演JOY、AKG、TTB43°他） - メインロケ地
- 獣電戦隊キョウリュウジャー（テレビ朝日、2013年 - 2014年、エンディング） - 当施設内で踊る。なお、主人公の苗字は「桐生」である。
- 僕は友達が少ない（BS-TBS他） - 第3話、第8話に登場する架空の「竜宮ランド」は当施設をモデルとしている。
- ZIP!（日テレ） - 2019年8月20日、地元の人オススメ、人気の市民プール

## 周辺施設
周囲は農地と建物が混在する平坦な郊外地域である。鉄道駅や市街地から離れており、最も近い駅で2.6km（新里駅）、最も近い市街地も10km（伊勢崎）ほど離れてる。最寄りの宿泊施設も伊勢崎市街となる。
- 桐生市清掃センター - 隣接
- 桐生市新里福祉センター - 隣接
- 峯岸山レジャーセンター（釣り堀） - 450m（徒歩6分）
- あかぼり小菊の里 - 850m（徒歩11分）
- ローソン伊勢崎香林店 - 1.1km（徒歩14分）
- コメリハード&グリーン赤堀店 - 1.6km（徒歩20分）
- 香林工業団地
- 赤堀鹿島工業団地
- ぐんま昆虫の森 - 5.2km（自動車10分）
- 後二子古墳 - 6.2km（自動車12分）
- 華蔵寺公園遊園地 - 8.4km（バス20分）
- ぐんまフラワーパーク - 15.6km（自動車25分）